# Lasiurus xanthinus
Lasiurus xanthinus — вид рукокрилих, родини Лиликові. 

## Поширення, поведінка
Країни проживання: Мексика, Сполучені Штати Америки (Аризона, Каліфорнія, Нью-Мексико). Живе в посушливих районах. Населяє савани, узлісся, регіони, де переважають пасовища й орні землі і навіть терпить житлові райони. Комахоїдний. Спочиває на деревах, де зазвичай висить на жилках листа, використовуючи задні кігті. 